# مركز البحوث والدراسات الإسلامية
وهي مؤسسة علمية للبحوث والنشر للكتب الإسلامية، في بغداد، أسست من قبل وزارة الأوقاف والشؤون الدينية في العراق سابقاً، وهي الآن تابعة إلى ديوان الوقف السني في العراق الذي استحدث بعد غزو العراق عام 2003م، ولها الكثير من المنشورات والكتب الإسلامية.
ويعتبر هذا المركز من أكبر المراكز العلمية التي تهتم بالدراسات الإسلامية في الشرق الأوسط، وساهم في نشر الكثير من المخطوطات والمطبوعات الإسلامية الأثرية وتم الاعتراف بهِ دولياً في عام 2008م.

## مطبوعات المركز
طبع المركز العديد من الكتب في سلسلات متعددة:
- سلسلة الدراسات الإسلامية المعاصرة.
- سلسلة الموسوعة الإسلامية.
- سلسلة المعجمات.
- مجلة المركز - وهي مجلة علمية محكمة تعني بنشر البحوث الرصينة بعد أرسالها إلى الخبراء لبيان مدى صلاحيتها للنشر، وقد ساعدت المجلة في نشر الكثير من البحوث والمخطوطات التي كانت مركونة في زوايا النسيان.

## مكتبة المخطوطات
تحتوي مكتبة المخطوطات على عدد كبير من المخطوطات التي تم تصويرها من داخل القطر وخارجه وتم استخدام أحدث التقنيات الحديثة في تصويرها.

## مكتبة الدوريات
جمع المركز عددا كبيرا من الدوريات القديمة والتي تمثل تراثاً ثقافياً كبيراً مثل مجلة الرسالة للشيخ الزيات، ومجلات بعض المجامع العلمية وغيرها كثير.

## مكتبة المطبوعات
تحتوي مكتبة المطبوعات على أمهات المصادر والكتب العلمية ومنها كتب الإعجاز العلمي في القرآن، وكتب الفقه والشريعة الإسلامية، وكتب خاصة للأطفال وهي تفتح أذرعها لكل الباحثين من كل الأختصاصات.

## أستوديو المركز
تم أفتتاح أستوديو للتسجيل الأذاعي والتلفازي في المركز لكي يتولى المشاريع التالية:
- مشروع اذاعة القرآن الكريم.
- مشروع القرآن المرتل التعليمي.
- مشروع الكتاب المسموع.
- مشروع الخطب والمواعظ.
- مشروع أفلام الكارتون التربوي.